# Coccophagus concinnus
Coccophagus concinnus är en stekelart som beskrevs av De Santis 1963. Coccophagus concinnus ingår i släktet Coccophagus och familjen växtlussteklar. Inga underarter finns listade i Catalogue of Life.